# Кувемпу
Кувемпу, настоящие имя и фамилия — Куппали Венкатаппагуда Путтаппа (канн. ಕುವೆಂಪು; 29 декабря 1904, Хирекодиге, Чикмагалур , Княжество Майсур (ныне Карнатака) — 11 ноября 1994, Майсур, Карнатака) — индийский поэт, писатель

, драматург, литературный критик, писавший на языке каннада. Лауреат главной индийской национальной литературной и поэтической премии Джнянпитх (1967) и премии Академии Литературы Индии (1955) и одной из высших гражданских государственных наград Индии Падма Бхушан (1958). Народный поэт Индии.

## Биография
Куппали Венкатаппагуда Путтаппа родился в туземном княжестве Майсур. Его отец и мать принадлежали к влиятельной кастовой группе оккалига. В 1920-х годах обучался в Майсурском университете, преподавал там же почти три десятилетия, был его вице-канцлером (1956—1960). Инициатор школьного обучения языке каннада. Социалист.
За вклад в литературу на языке каннада правительство штата Карнатака наградило его почётным званием Народный поэт (Rashtrakavi, 1964), а также наградой Жемчужина Карнатаки (Karnataka Ratna, 1992). Он автор гимна штата Карнатака.
Поэзия Кувемпу охватывает широкий круг тем — от любовной и пейзажной лирики до боевого политического стихотворения и философской поэмы.
Автор современной версии «Рамаяны» — «Шри Рамаяна Даршанам».

## Избранные произведения
Романы
- Kaanuru Heggadati / ಕಾನೂರು ಹೆಗ್ಗಡತಿ (1936)
- Malegalalli Madumagalu / ಮಲೆಗಳಲ್ಲಿ ಮದುಮಗಳು (1967)

Сборники рассказов
- Sanyaasi Mattu Itare Kathegalu / ಸನ್ಯಾಸಿ ಮತ್ತು ಇತರೆ ಕಥೆಗಳು (1937)
- Nanna Devaru Mattu Itare Kathegalu / ನನ್ನ ದೇವರು ಮತ್ತು ಇತರೆ ಕಥೆಗಳು (1940)

Эссе
- Malenaadina Chittragalu / ಮಲೆನಾಡಿನ ಚಿತ್ರಗಳು (1933)

Рассказы и стихи для детей
- Bommanahalliya kindarijogi(1936)
- Mari vijnani(1947)
- Meghapura (1947)
- Nanna mane (1947)
- Nanna gopala
- Amalana kathe
- Sahasa pavana
- Modannana Tamma
- Narigaligeke Kodilla
- Haluru
- Panchajanya
- Prema Kashmira
- Anuttara : Premopanisattu
- Kutichaka

Другое
- Manujamatha Viswapatha
- Kavya Vihara
- Mantramangalya

## Награды
- Карнатака Ратна (1992)
- Падма Вибхушан (1988)
- Премия Джнянпитх (1967)
- Падма Бхушан (1958)
- премия Литературной академии Индии (1955)

## Память
- Имя Кувемпу сейчас носит государственный университет в городе Шивамогга, Карнатака, Индия.
- Google выпустил дудл, посвящённый 113-летию со дня рождения Кувемпу.